# Yebes
Yebes è un comune spagnolo di 2 741 abitanti situato nella comunità autonoma di Castiglia-La Mancia.
Il comune comprende, oltre al capoluogo omonimo, la località di Ciudad Valdeluz.
Sul suo territorio si trovano un importante centro astronomico e la stazione ferroviaria di Guadalajara-Yebes.